# France Prešeren
France Prešeren (Vrba, 3 dicembre 1800 – Kranj, 8 febbraio 1849) è stato un poeta sloveno.
È considerato il maggior poeta sloveno e uno dei maggiori poeti romantici europei ed è una figura centrale nella storia della cultura in lingua slovena.
Spesso nel passato il nome di Prešeren è stato germanizzato in Franz Preschern, in quanto nel XIX secolo gran parte della Slovenia era compresa nel Ducato di Carniola, parte dell'Impero Austriaco.

## Biografia
France Prešeren nasce nel villaggio di Vrba, presso Žirovnica, in una famiglia di agricoltori di idee abbastanza moderne e progressiste. Lascia la casa paterna all'età di otto anni per stabilirsi presso la casa dello zio Jožef, prete di Kopanje, e frequenta le scuole elementari di Ribnica (it.: Ribenizza). Negli anni di Ribnica succede qualcosa che turberà la complessa personalità del poeta per tutta la vita, in particolare nel modo di rapportarsi con le donne. L'episodio non è chiaro, ma sembra che sia relativo alla sfera della sessualità.
Finiti gli studi liceali, Prešeren si reca nel 1821 a Vienna per studiare legge, abbandonando l'idea di abbracciare il sacerdozio (idea sostenuta, ma senza alcuna imposizione, dalla madre Mina). In questi anni si dedica allo studio della poesia, sia classica sia romantica, e incomincia a scrivere (1824).  Nel 1828, divenuto dottore in legge, si reca in Moravia e successivamente ritorna a Lubiana.
Prešeren incomincia a lavorare come avvocato nel 1829.
Prešeren diventa uno dei migliori amici di Matija Čop (conosciuto in ambito tedesco come Matthias Tschop), uno dei maggiori intellettuali sloveni del tempo e grande conoscitore della retorica e della teoria della letteratura.
Čop, anche sulla base delle idee romantiche che si erano diffuse in Europa in quel periodo, è convinto della necessità della formazione di una grande letteratura nazionale che si smarcasse dalla tradizione tedesca e che riflettesse lo spirito del popolo e dell'identità slovena. Nel 1830 viene pubblicata la prima edizione della raccolta di poemi Kranjska čbelica, che introduce formule e temi romantici.
La grande emozione provata per l'incontro con Julija Primic (germ.: Julia Primitz), una ricca lubianese, lo porta a scrivere la raccolta di sonetti Sonetni venec ("Serto di Sonetti", 1834).
Nel 1835 muore lo zio Jožef, il membro della famiglia più vicino a Prešeren, e nello stesso anno annega vicino a Tomačevo, sulle rive della Sava, Matija Čop. Il dolore provato per la morte di Čop da Prešeren è visibile nella mirabile elegia scritta in tedesco in sua memoria.
La mancanza di una relazione stabile, l'amore inaccessibile per Julija Primic, la morte di Čop e le insoddisfazioni nella professione di avvocato provocarono una grande crisi nel 1835: Prešeren incomincia a bere pesantemente, rifiuta di recarsi al lavoro e sembra anche pensi al suicidio.

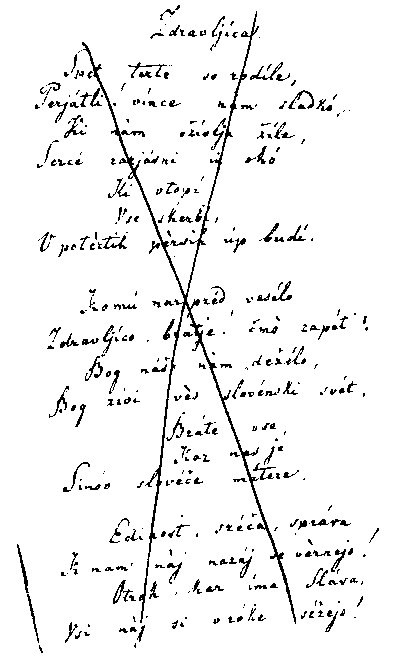
Il manoscritto di Zdravljica

Nella primavera del 1836 venne pubblicata una delle sue opere maggiori, Krst pri Savici - "Il battesimo presso la fonte Savica". Nello stesso anno si lega ad Ana Jelovšek, che diverrà sua amante.
Prešeren si interessa delle tradizioni popolari slovene e nel 1839, assieme all'amico Andrej Smole, uomo libero e ribelle all'autorità asburgica, progetta di realizzare un giornale in sloveno, idea bloccata dalla censura austriaca. Smole morirà improvvisamente fra le braccia di Prešeren durante il pranzo che il poeta aveva organizzato in occasione del suo compleanno. La morte di Smole, il disinteresse per Ana e un generale sentimento di malessere provocano una seconda crisi nel poeta, che nemmeno il breve amore per la giovane Jerica Podboj (un altro legame che dura poco) riesce a cambiare.
La magnifica ispirazione poetica di Prešeren è riscontrabile in alcune delle sue ultime opere: Zdravljica ("Il Brindisi"), scritta nella forma di carmen figuratum nel 1844, ma pubblicata, senza censura, solo nel 1848 e l'elegia V spomin Andreja Smoleta ("In Memoria di Andrej Smole").
Nell'autunno 1846 si trasferisce a Kranj, dove svolge la sua professione di avvocato. Muore l'8 febbraio 1849.
Prešeren è sicuramente una delle figure centrali della cultura slovena per le innovazioni che portò nella lingua e nella letteratura, ma anche per il contributo che ha dato alla nascita di uno spirito nazionale sloveno. L'8 febbraio, data della morte di Prešeren, è il giorno nazionale della cultura slovena.
La principale piazza di Lubiana Prešernov trg (piazza di Prešeren), dedicata al poeta, presenta una statua che lo raffigura, eretta (con enorme partecipazione popolare) nel 1905; la base monumentale per la statua fu disegnata dall'architetto italo-sloveno Max Fabiani. In suo onore è stato istituito il Premio Prešeren, assegnato ogni anno a uno o due artisti sloveni nell'anniversario della sua morte. Prešeren, che prima dell'avvento dell'euro veniva raffigurato sulla banconota da 1000 talleri, appare ora nel cerchio interno dalla moneta da due euro slovena.
A Trieste si trova il Liceo Scientifico con insegnamento in lingua slovena a lui dedicato.

## Opere principali
- Sonetni venec ("Serto di sonetti"), raccolta di 15 sonetti conclusa da un sonetto-acrostico finale di dedica a Julija Primic. Il tema principale è la lode a Julia, ragazza lontana e indifferente all'amore del poeta. Particolare attenzione è dedicata alla forma metrica: l'ultimo verso di ciascun sonetto richiama letteralmente il primo verso del sonetto successivo, trasformando la raccolta in una sorta di ghirlanda.
- Krst pri Savici ("Il battesimo presso la fonte Savica"), composizione epico-storica ambientata nell'VIII secolo, che narra la conversione degli sloveni al cristianesimo.
- Zdravljica ("Il brindisi"), scritta nella forma di carmen figuratum in otto strofe. Un anno prima della sua composizione, sul giornale tedesco Kmetijske in rokodelske novice (1843), Matija Vertovc, in un articolo intitolato Vinske terte hvala, lo aveva pubblicamente invitato a scrivere un'ode al vino. Già nella prima strofa di Zdravljica  è possibile individuare il pensiero del sacerdote agronomo sloveno Vertovc. La settima strofa è il testo ufficiale dell'inno nazionale sloveno dal 1991.

### Testo e traduzione di Zdravljica
Testo originale in sloveno
Prijatli! obrodile

so trte vince nam sladkó,

ki nam oživlja žile,

srce razjásni in oko,

ki utopi

vse skrbi,

v potrtih prsih up budi!
Komú narpred veselo

zdravljico, bratje! čmo zapét'!

Bog našo nam deželo,

Bog živi ves slovenski svet,

brate vse,

kar nas je

sinov sloveče matere!
V sovražnike 'z oblakov

rodú naj naš'ga treši gróm;

prost, ko je bil očakov,

naprej naj bo Slovencov dom;

naj zdrobé

njih roké

si spone, ki jih še težé!
Edinost, sreča, sprava

k nam naj nazaj se vrnejo;

otrók, kar ima Slava,

vsi naj si v róke sežejo,

de oblast

in z njo čast,

ko préd, spet naša boste last!
Bog žívi vas Slovenke,

prelepe, žlahtne rožice;

ni take je mladenke,

ko naše je krvi dekle;

naj sinóv

zarod nov

iz vas bo strah sovražnikov!
Mladenči, zdaj se pije

zdravljica vaša, vi naš up;

ljubezni domačije

noben naj vam ne usmŕti strup;

ker zdaj vas

kakor nas,

jo sŕčno bránit kliče čas!
Žive naj vsi narodi

ki hrepene dočakat' dan,

da koder sonce hodi,

prepir iz sveta bo pregnan,

da rojak

prost bo vsak

ne vrag, le sosed bo mejak!

Nazadnje še, prijatlji,

kozarce zase vzdignimo,

ki smo zato se zbratli,

ker dobro v srcu mislimo;

dókaj dni

naj živí

vsak, kar nas dobrih je ljudi!

Traduzione in italiano
Amici! Le viti

ci hanno fruttato del dolce vino

che ci ravviva le vene,

sguardi illumina e cuori

che stempera

ogni pena

rinnovando la speranza nel petto affranto!
Fratelli, per chi vogliamo cantare per primo

questo lieto brindisi!

Protegga Iddio la terra nostra

e tutto il mondo sloveno

e i fratelli,

quanti siamo

d'illustre madre figli!
Dalle nuvole un fulmine

s'abbatta sul nemico della nostra stirpe;

la casa degli sloveni sia libera

come lo era quella dei padri;

e le loro mani frantumino

le catene che li imprigionano!
Unità, fortuna, concordia

tornino da noi;

figli di Slava, tutti,

tendiamoci la mano,

affinché il potere e l'onore

tornino nelle nostre mani!
Dio protegga voi slovene,

preziosi fiori e belli;

non c'è una fanciulla pari

a quella del nostro sangue;

che i figli della nuova generazione

facciano tremare i nemici!
Ragazzi, speranza nostra,

questo brindisi è per voi;

Che nessuno soffochi in voi

l'amore per la patria;

perché per voi e per noi

è giunto il momento di difenderla con ardore!
Evviva tutti i popoli

Che il giorno anelano veder,

Che ovunque splende il sole,

All'odio e liti ponga fin;

Che in libertà

Ognun vivrà

E amico con il suo vicin!

Infine, amici,

alziamo i bicchieri per noi stessi,

per noi che ci siamo affratellati,

perché abbiamo il cuore pieno di bontà;

che vivano a lungo

tutti gli uomini buoni!

## Citazioni letterarie
Prešeren viene citato nel romanzo di Paulo Coelho, Veronika decide di morire, quando la protagonista vede un gruppo di suonatori a Lubiana, "davanti alla statua del grande poeta sloveno che aveva profondamente segnato l'animo del suo popolo"(p.16). Di seguito, viene citato da Coelho anche un episodio romantico della vita del poeta: "A trentaquattro anni il poeta era entrato casualmente in una chiesa e aveva visto una giovane, Julija Primic, della quale si era perdutamente innamorato. Come gli antichi menestrelli, aveva preso a scriverle delle poesie, nella speranza di conquistarla. Ma julija apparteneva ad una famiglia dell'alta borghesia e, dopo quell'approccio, Prešeren non era più riuscito ad avvicinarla. Quell'incontro però gli aveva ispirato i suoi versi migliori, contribuendo a creare una leggenda intorno al suo nome"(p.56)